# Kasteel Meerlaer

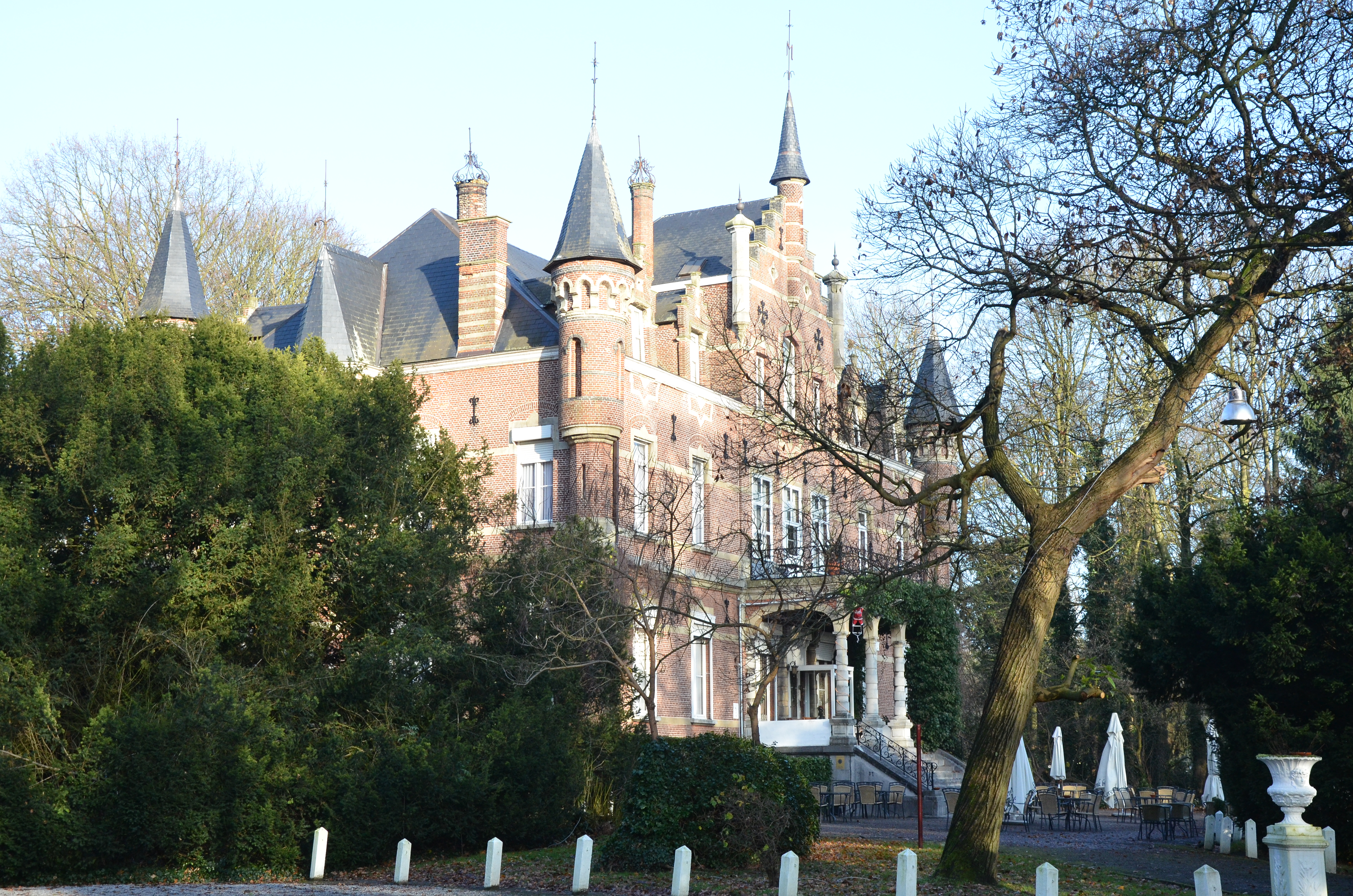
Kasteel Merlaer

Het Kasteel Meerlaer is een kasteel in de tot de Antwerpse gemeente Laakdal behorende plaats Meerlaar, gelegen aan Verboekt 115.

## Geschiedenis
In 1290 kwam dit gebied in bezit van het Klooster van Gempe. Om het gebied te ontginnen werd een hoeve gebouwd die vanaf 1348 verpacht werd en in 1798 als nationaal goed werd verkocht. De hoeve kwam aan verschillende particuliere eigenaars en in 1851 was het Désiré Van den Schrieck die de hoeve liet slopen en een nieuwe liet bouwen.
In 1861-1863 werd in de nabijheid van deze hoeve, in opdracht van de politicus François Schollaert, een nieuw kasteel gebouwd. De hoeve, het "oude kasteel", werd verbouwd tot conciërgewoning en koetshuis. In 1900 werd, naar ontwerp van Joseph François Piscador, het kasteel heringericht.
In de 2e helft van de 20e eeuw kwam het kasteel in gebruik als restaurant met een omringende tuin en in de nabijheid een camping.

## Gebouw
Het betreft een gebouw in eclectische stijl met kenmerken van de Vlaamse neorenaissance en aanverwante traditionalistische stijlen. Het is een symmetrisch opgezette bouw met torentjes aan weerszijden en een middenrisaliet met trapgevel en bordes. Het geheel is gebouwd in baksteen, gesinterde baksteen en natuursteen voor de decoratieve elementen.

## Interieur
Er is een neogotische kapel van 1900, voorzien van neogotisch kerkmeubilair.